# Protoiroquès
El Protoiroquès és el nom donat a la hipotètica protollengua de les llengües iroqueses. Floyd Lounsbury (1961) en va estimar a partir de glotocronologia una profunditat temporal de 3500 a 3800 de la divisió de l'iroquès septentrional i meridional. En el moment del primer contacte, els parlants de llengües iroqueses eren distribuïts dels Cherokees en les Great Smoky Mountains cap al nord fins als tuscarores i Nottoways prop les modernes fronteres de Virgínia i Carolina del Nord, llavors més al nord de les Cinc Nacions del nord de Nova York i els Hurons i Neutral a l'actual Ontario.
Les llengües iroqueses es divideixen en dos grups principals: iroquès meridional (llengua Cherokee) i iroquès septentrional (tots els altres) sobre la base de les grans diferències en el vocabulari i la fonologia moderna. L'iroquès septentrional es divideix encara més per Lounsbury i Mithun en Proto-Tuscarora-Nottoway i iroquès del llac, encara que Julian (2010) no creu que l'iroquès del llac sigui un subgrup vàlid.
Es van fer estudis aïllats per Chafe (1977), Michelson (1988), i Rudes (1995). També s'han produït diverses obres de reconstrucció interna de llengües filles, en particular, amb seneca i mohawk. Una reconstrucció preliminar completa de protoiroquès no s'ha efectuat fins al treball de Charles Julian (2010).

## Fonologia
El protoiroquès reconstruït comparteix notables trets tipològics de les altres llengües iroqueses de petits inventaris de consonants, grups consonàntics complexos, i la manca de consonants labials.

### Vocals
L'inventari vocàlic reconstruït per al protoiroquès és
The reconstructed vowel inventory for Proto-Iroquoian is:
|         | Frontal   | Central | Posterior |
| ------- | --------- | ------- | --------- |
| Tancada | i iː      |         | u uː      |
| Mitjana | e eː ẽ ẽː |         | o oː õ õː |
| Open    |           | a aː    |           |

Com més tard les llengües iroqueses, el protoiroquès es distingeix per tenir vocals nasals /õ/ i /ẽ/, encara que té més que en les seves llengües filles.

### Consonants
L'inventari de consonants reconstruït pel protoiroquès es dona en la següent taula. Les consonants de tot el patró lingüístic iroquès perquè es puguin agrupar com a obstruents (orals), sibilants, laringals i sonants (Lounsbury 1978: 337).
|            | Alveolar | Palatal | Velar | Glotal |
| ---------- | -------- | ------- | ----- | ------ |
| Oclusiva   | t        |         | k kʷ  | ʔ      |
| Africada   | ts       |         |       |        |
| Fricativa  | s        |         |       | h      |
| Nasal      | n        |         |       |        |
| Aproximant | ɹ        | j       | w     |        |